# La Vestale (David)
Pour les articles homonymes, voir La Vestale.
La Vestale est un tableau peint par Jacques-Louis David. Sa date de réalisation est inconnue, elle est estimée par Antoine Schnapper entre 1784 et 1787, 1787 étant l'année figurant sur le catalogue de la vente Lespinasse en 1803. Sophie Monneret, propose 1783 année de réalisation de la Douleur d'Andromaque, peut être en réponse à la création du Prix de Vertu par le baron de Montyon. Cette étude de demi figure, est caractéristique de la manière « greuzienne » de David. La Vestale est redécouverte en 1909, mais son attribution fut contestée par Gaston Brière, Klaus Holma, et Louis Hautecœur, malgré la signature et sa mention dans la liste des œuvres dressée par le peintre. Antoine Schnapper la restitue à David sur l'observation du traitement de la main, du fond et du drapé. Le tableau appartient depuis les années 1980 à une collection privée aux États-Unis.